# چارلز ادلستن
چارلز ادلستن (انگلیسی: Charles Edelstenne) (زاده ۱۹۳۸) کارآفرین، حسابدار، بازرگان و مدیر ارشد اجرایی فرانسوی است، که اکنون به‌عنوان مدیر عامل اجرایی شرکت داسو اویاسیون و رئیس هیئت مدیره داسو سیستمز فعالیت می‌کند.